# لاک (چاد)
لاک ( به فرانسوی: Lac ، به عربی: البحیرة) یکی از منطقه‌های کشور چاد است. بخش بحیره ۴۵۱٬۳۶۹ نفر جمعیت دارد.